# Arthur Murch
Arthur Murch (né en 1902 et mort en 1989) est un peintre australien. En 1949, il remporte le prix Archibald pour un portrait de Bonar Dunlop.